# Saint-Tropez Open 2024
Il Saint-Tropez Open 2024 è stato un torneo maschile di tennis professionistico. È stata la 4ª edizione del torneo, facente parte della categoria Challenger 125 nell'ambito dell'ATP Challenger Tour 2024, con un montepremi di 148 000 €. Si è giocato dal 16 al 22 settembre 2024 sui campi in cemento del Tennis Club de Saint Tropez di Saint-Tropez, in Francia.

## Partecipanti

### Teste di serie
| Nazionalità | Giocatore             | Ranking* | Testa di serie |
| ----------- | --------------------- | -------- | -------------- |
| Croazia     | Duje Ajduković        | 105      | 1              |
| Francia     | Constant Lestienne    | 109      | 2              |
| Francia     | Luca Van Assche       | 111      | 3              |
| Francia     | Richard Gasquet       | 119      | 4              |
| Francia     | Harold Mayot          | 127      | 5              |
| Francia     | Pierre-Hugues Herbert | 129      | 6              |
| Francia     | Lucas Pouille         | 140      | 7              |
| Francia     | Ugo Blanchet          | 145      | 8              |

* Ranking al 9 settembre 2024.

### Altri partecipanti
I seguenti giocatori hanno ricevuto una wild card per il tabellone principale:
- Antoine Bellier
- Robin Bertrand
- Kyrian Jacquet

I seguenti giocatori sono entrati in tabellone come alternate:
- Martin Damm
- Antoine Escoffier
- Borna Gojo
- Maxime Janvier

I seguenti giocatori sono passati dalle qualificazioni:
- Gijs Brouwer
- Charles Broom
- Lucas Poullain
- Jiří Veselý
- Eliakim Coulibaly
- Louis Tessa

I seguenti giocatori sono entrati in tabellone come lucky loser:
- Liam Broady
- Alexis Gautier

## Punti e montepremi
| Torneo    | Torneo              | V      | F      | SF    | QF    | 2T    | 1T    | Q | Q2  | Q1  |
| Singolare | Punti               | 125    | 64     | 35    | 16    | 8     | 0     | 5 | 3   | 0   |
| Singolare | Premi in denaro (€) | 19 650 | 11 570 | 6 850 | 3 990 | 2 345 | 1 420 | – | 710 | 355 |
| Doppio    | Punti               | 125    | 64     | 35    | 16    | –     | 0     | – | –   | –   |
| Doppio    | Premi in denaro (€) | 8 420  | 4 900  | 2 940 | 1 750 | –     | 990   | – | –   | –   |

## Campioni

### Singolare
Gijs Brouwer ha sconfitto in finale  Lucas Pouille con il punteggio di 6–4, 7–6(2).

### Doppio
Sander Arends /  Luke Johnson hanno sconfitto in finale  André Göransson /  Sem Verbeek con il punteggio di 3–6, 6–3, [10–4].